# ハシブトウミガラス

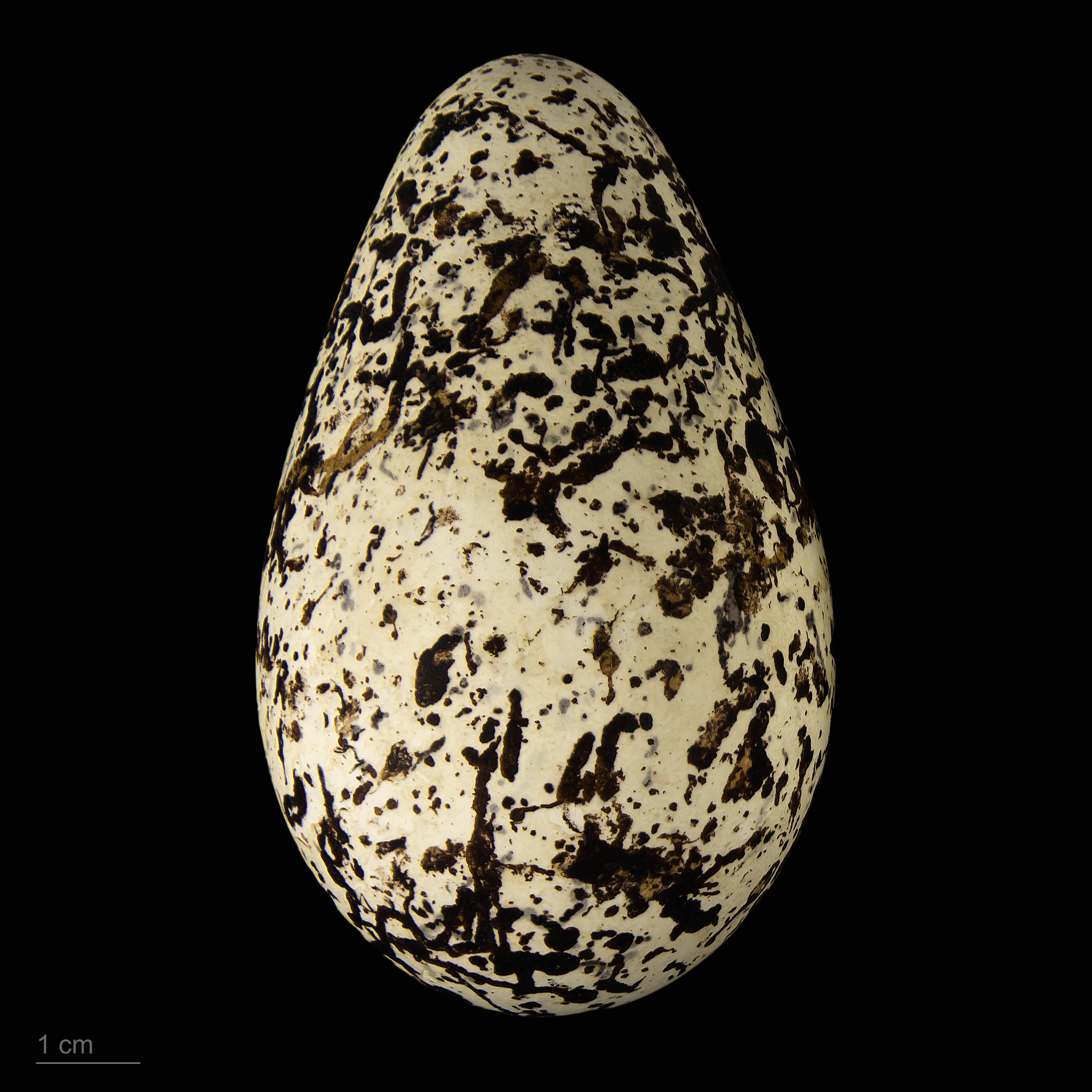
Uria lomvia lomvia

ハシブトウミガラス（嘴太海烏、学名：Uria lomvia） は、チドリ目ウミスズメ科に分類される鳥。ウミガラスによく似た海鳥である。

## 形態
体長は45cmほどで、カラスより小さく、ウミガラスよりわずかに大きい。夏羽は背が黒く腹が白い。冬羽ではのどのあたりまで白くなる。
羽色や生態はウミガラスによく似ているが、くちばしの根もとに白い線が入ること、夏羽の喉元に白い羽毛が∧字に切れこむこと、冬羽でも顔がほとんど黒いことなどで区別できる。

## 分布
北極海と北太平洋、北大西洋に広く分布し、繁殖地も分布域の各地に点在するが、ウミガラスより北寄りに分布している。日本では繁殖せず、冬に北日本の海上に渡来する。